# Großer Schlangenkopffisch

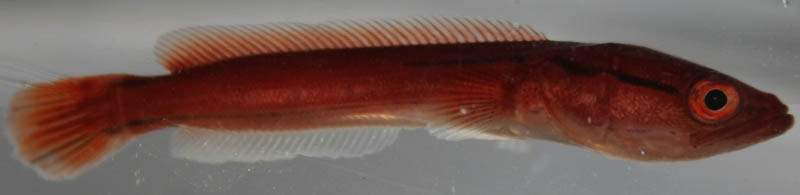
2 cm langes Jungtier in typischer rötlich-oranger Färbung

Der Große Schlangenkopffisch (Channa micropeltes; synonym: Ophicephalus micropeltes) ist eine der größten Arten aus der Familie der Schlangenkopffische.

## Merkmale
Channa micropeltes (von griechisch micropeltes „kleinschuppig“) besitzt die typisch längliche Körperform aller Schlangenkopffische. Sie erreicht eine Länge von bis zu 130 cm  bei einem Gewicht von bis zu 20 kg. Jungtiere sind anfangs ganz orange gefärbt, wenig später zeigen sie zusätzlich schmale schwarze Längsstreifen. Mit dem weiteren Wachstum geht die orange Färbung immer mehr zurück und die schwarze Zeichnung wird dominanter. Auf den Flanken zeigt sich bei adulten Tieren ein breiter, schwarzer Streifen. Die Bauchseite ist weiß, auf dem Rücken trägt der Fisch eine schwarz-weiße unregelmäßige Zeichnung.
Die Rückenflosse verläuft fast über die gesamte Körperlänge. Die Schwanzflosse ist abgerundet und nicht eingekerbt. Die Afterflosse erstreckt sich ca. über 1/3 der Körperlänge. Die Brustflossen sind abgerundet. C. micropeltes besitzt Bauchflossen.
Der massige Kopf ist relativ groß, die riesige Maulspalte ist leicht oberständig und reicht bis hinter die Augen.

## Herkunft und Verbreitung
Die Art bewohnt die Becken von Mekong und Mae Nam Chao Phraya (Chao-Phraya-Fluss), die Malaiische Halbinsel sowie Sumatra und Borneo. Dort ist sie in fast allen Arten von Süßgewässern zu finden. Mittlerweile ist der Fisch auch in den USA zu finden. Er gilt dort als invasive Art, und es wird befürchtet, dass sie heimische Arten verdrängen könnten. Dies wird durch ihre schnelle Fortpflanzung begünstigt.

## Ernährung
C. micropeltes ernährt sich hauptsächlich von anderen Fischen und Krustentieren. Sie fressen fast alles, was in ihr großes Maul passt.

## Sonstiges
Jungtiere der Art werden gelegentlich als Aquarienfische angeboten. Die attraktive Färbung der Jungtiere verleitet gelegentlich zum Kauf dieser Fische. Für die Haltung im Heimaquarium werden die Tiere jedoch schnell zu groß. Bei Sportanglern ist dieser Fisch eine beliebte Art. In ihrer Heimat werden die Fische als Speisefische verwendet.